# 가격 상한
가격 상한(價格上限, 영어: Price Ceiling)이란 정부가 특정 재화나 서비스의 가격이 일정수준 이상으로 오르지 못하도록 인위적으로 규제하는 것을 말한다. 이는 지나친 가격상승으로 인한 피해로부터 소비자를 보호하려는 조치이다. 가격 상한이 효과가 있기 위해서는 시장 가격보다 낮아야 한다. 하지만, 시장에서 초과수요가 발생되어 경제적 효율성이 훼손되고 인위적인 할당이 필요하게 된다. 가격 상한이 있을 경우 암시장이 형성되는 부작용이 발생할 수 있다.
가격 상한선은 정부에 의해 부과되는 경우가 많지만 재판매 가격 유지 관행과 같이 기업과 같은 비정부 기관이 시행하는 가격 상한선도 있다. 재판매 가격 유지의 경우 제조업체와 유통업체는 유통업체가 제조업체의 제품을 특정 가격(재판매 가격 유지), 가격 상한선 이하(최대 재판매 가격 유지) 또는 가격 하한선 이상으로 판매하기로 합의한다.

## 같이 보기
- 암시장
- 일반균형이론
- 가격 결정
- 가격 전략
- 가격 하한